# Jean-Adolphe Chudant
Jean Adolphe Chudant, né à Besançon le 5 janvier 1860 et mort dans la même ville le 2 juillet 1929, est un peintre français.

## Biographie
Jean-Adolphe Chudant grandit dans une famille de commerçants drapiers. Orphelin de père dans son adolescence, il travaille dès 1880. Il est élève du peintre Joseph Blanc, et œuvre dans un style impressionniste, puis orientaliste. Il participe au développement de l’art appliqué en Franche-Comté. Il se consacre à l’amélioration des conditions de travail et surtout statutaire des ouvriers d’art.
En 1882, il devient membre de la Société des artistes français jusqu’en 1893. À partir de 1894, il expose au Salon de la Société nationale des beaux-arts dont il deviendra sociétaire, puis secrétaire en 1898. Peu après sa première admission au Salon, il expose hors concours. En 1914, il fait partie du jury de la section peinture. Il commence à exposer à Besançon, sa ville natale, en 1880 et, en 1884, au Salon de la Société des Amis des beaux-arts de Besançon. Il obtient une médaille de bronze en 1883 au palais de l’exposition de Rochefort, où l’école des beaux-arts envoie les meilleurs éléments.
Il expose également avec la Société des Amis des arts à Nîmes, Bordeaux et Nantes. Il participe aux expositions universelles et internationales à Paris, où il est médaillé de bronze (3e classe) en 1900, en Allemagne, en Belgique, à Marseille et Nogent-sur-Marne. Il expose aussi à Pittsburgh à la Carnegie Art Gallery en 1898.
Le 16 octobre 1907, il fonde l’Union provinciale des arts décoratifs (UPAD) et en devient le secrétaire général, au côté de Victor Prouvé qui en est élu président.
Il reçoit la légion d'honneur en 1911. Alors que Gaston Coindre la demande pour lui dès 1898.
De 1909 à 1929, il est conservateur des musées de la ville de Besançon et directeur de l’école des beaux-arts de Besançon de 1920 à 1925. De 1907-1919, il devient maire de son village à Buthiers (Haute-Saône).
Chudant meurt en 1929.

## Œuvres
- La vieille rivière, derniers rayons paysage du bord de l'Ognon, huile sur toile, 139 x 133 cm, Gray (Haute-Saône), musée Baron-Martin.

## Publications
- Les petites industries rurales d'art en Bavière : rapport présenté à M. le Ministre de l'agriculture, Impr. J. Millot, 1905.
- Projet de division de la France en régions économiques : les arts appliqués en Franche-Comté, Besançon, 1917[7].